# كليتوماكوس القرطاجني
كليتوماكوس القرطاجني، ( 187 أو 186 ق.م - 109 أو 110 ق.م) و كان يحمل اسم عزربعل في قرطاج، بعد وصوله إلى أثينا في سن الأربعين ، ذهب ليسمع كرنياد، هذا الأخير ، رأى حماسه الكبير ، علمه آدابه و ثقفه و عمل تلميذه كثيرا إلى درجة أنه كتب أكثر من أربعين مجلدا ( أكثر من أربع مئة كتاب)، خلف كليتوماكوس صديقه و معلمه كرنياد و ترأس بعده الأكاديمية الثالثة لأثينا